# إسفهلان
إسفهلان هي قرية في مقاطعة تبريز، إيران. عدد سكان هذه القرية هو 4,939 في سنة 2006.